# V-Rally 2
V-Rally 2 lub Test Drive: V-Rally, Need for Speed: V-Rally 2 – komputerowa gra wyścigowa wyprodukowana przez Eden Studios oraz wydana przez Infogrames i Electronic Arts. W grze występuje 16 w pełni licencjonowanych pojazdów.